# Rickmancing the Stone
"Rickmancing the Stone" er det andet afsnit i den tredje sæson af Adult Swims tegnefilmserie Rick and Morty. Det er skrevet af Jane Becker, og instrueret af Dominic Polcino, og havde premiere på d. 30. juli 2017. Titlen er en reference til filmen Romancing the Stone (1984) med Michael Douglas.
Afsnittet følger Rick Sanchez og Morty Smith, da de rejser ind i en postapokalyptisk verden for at finde en juvel ved navn Isotope 322, sammen med Mortys søster Summer. Afsnittet blev godt modtaget, og blev set af omkring 2,86 mio. personer, da det blev sendt første gang.